# Leptophoxus icelus
Leptophoxus icelus är en kräftdjursart som beskrevs av J. L. Barnard 1960. Leptophoxus icelus ingår i släktet Leptophoxus och familjen Phoxocephalidae. Inga underarter finns listade i Catalogue of Life.